# ويليام د. كارول
ويليام د. كارول (بالإنجليزية: William D. Carroll)‏ هو شخصية أعمال وفلاح وسياسي أمريكي، ولد في 6 يونيو 1880، وتوفي في 11 نوفمبر 1955. حزبياً، نشط في الحزب الديمقراطي. وقد انتخب عضو مجلس ولاية ويسكونسن.